# Karśnice
Karśnice (prononciation : [karɕˈnit͡sɛ]) est un village polonais de la gmina de Śmigiel dans le powiat de Kościan de la voïvodie de Grande-Pologne dans le centre-ouest de la Pologne.
Il se situe à environ 5 kilomètres au nord de Śmigiel (siège de la gmina), à 11 kilomètres à l'ouest de Kościan (siège du powiat) et à 49 kilomètres au sud-ouest de Poznań (capitale régionale).

## Histoire
De 1975 à 1998, le village faisait partie du territoire de la voïvodie de Leszno.

Depuis 1999, Karśnice est situé dans la voïvodie de Grande-Pologne.